# María Gloria Alarcón
María Gloria Alarcón Alcívar nació en Quito, Ecuador, el 26 de diciembre de 1965. Es la primogénita del matrimonio entre Francisco Alarcón Fernández Salvador, reconocido empresario ecuatoriano ex dirigente gremial y Bárbara Alcívar Montero, activa promotora de la educación continua en educadores en Ecuador.

## Desarrollo Profesional
Inició su carrera en 1984 en Industrias Lácteas Toni, una de las empresas del grupo familiar, líder en la industria de alimentos y bebidas en Ecuador. Paralelamente cursó sus estudios superiores en la Universidad Católica Santiago de Guayaquil y obtuvo su título universitario en la carrera de Ingeniería Comercial.  En esta institución la hizo acreedora del premio a la excelencia académica otorgado por la Benemérita Sociedad Filantrópica del Guayas. Posteriormente realizó un postgrado ejecutivo en el Instituto de Desarrollo Empresarial – IDE.
Alarcón llegó a ser Presidenta Ejecutiva de Industrias Lácteas Toni y Vicepresidente Ejecutiva de Holding Tonicorp, la holding que aglomeraba las empresas del grupo familiar.
En 2012, Holding Tonicorp fue llevada a las Bolsas de Valores de Quito y Guayaquil mediante una emisión secundaria de acciones, siendo una de las primeras corporaciones familiares en el Ecuador en abrir su capital.
En 2014 la familia Alarcón recibió una oferta de compra de la Holding, y Alarcón y su hermano lideraron la venta a un joint venture de la mexicana Arca Continental y The Coca-Cola Company de Estados Unidos.

## Cámara de Comercio de Guayaquil (2006 – 2010)
La Cámara de Comercio de Guayaquil es una organización sin fines de lucro cuyos principales objetivos son promover el desarrollo del comercio y los negocios en general; buscar la prosperidad de sus miembros brindándoles apoyo y cooperación, y el ejercicio de una influencia cívica que se traduzca en el desarrollo de la ciudad de Guayaquil y Ecuador.
En junio de 2006, María Gloria Alarcón se convirtió en la primera mujer en postularse y ganar las elecciones a la presidencia de la Cámara de Comercio de Guayaquil en los hasta entonces 118 años de existencia de la Institución. Durante su dirección, de 4 años, el número de miembros de la institución se duplicó.
Durante su presidencia, gestionó las visitas al Ecuador de varios exmandatarios, incluyendo a la Ex Presidenta de Chile Michelle Bachelet, al Premio Nobel de la Paz y Expresidente de Costa Rica, Oscar Arias, Expresidente de El Salvador, Francisco Flores, Expresidente de Polonia, Lech Walesa, Expresidente de México, Vicente Fox, Expresidente de Colombia César Gaviria, entre otros.
El noventa por ciento de los socios evaluaron su gestión como excelente.   
En junio de 2011, durante la Sesión Solemne por el 121 Aniversario de Fundación, le fue entregada la Condecoración Presidente Fundador en reconocimiento por su servicio a la institución.  
En mayo de 2013, la Asociación Iberoamericana de Cámaras de Comercio le otorgó la Medalla de Honor “Al Mérito Empresarial” por su significativa contribución al progreso, estabilidad y dignificación de la empresa privada en Ecuador.

## Otras designaciones
En 2007, María Gloria fue elegida por unanimidad de sus 85 miembros como Presidenta de la Federación Nacional de Cámaras de Comercio del Ecuador.
En 2008, se convirtió en la primera mujer en presidir el Comité Empresarial Ecuatoriano, así como  la primera mujer en ser nombrada Presidenta del Consejo Consultivo Empresarial Andino.
En diciembre del 2021 fue nombrada presidente del Capítulo Ecuador del Consejo Empresarial de América Latina – CEAL

## Representaciones Consulares
En el año 2009, María Gloria Alarcón fue designada Cónsul Honoraria de Finlandia en Guayaquil, a cargo de 11 provincias.  
En 2016, fue nombrada Cónsul Honoraria de la República Federal de Alemania en Guayaquil, siendo una de las pocas personas a nivel mundial con una doble representación de ese nivel.

## Libertad y democracia
Durante sus años en la Cámara de Comercio de Guayaquil y la Federación de Cámaras de Comercio del Ecuador, lideró la defensa del sistema de libertades en diversas ocasiones, defendiendo los intereses del sector productivo, la libertad, democracia y el desarrollo de la ciudad de Guayaquil
En diciembre de 2007, Alarcón junto al alcalde de Guayaquil y más de 200 representantes gremiales y empresarios, trataron de dirigirse a Montecristi, para hacerse escuchar ante una reforma constitucional que plantearía la Asamblea Constituyente controlada por el gobierno central, por se atentatoria al sistema de libertades y a la democracia en el Ecuador.  La represión ordenada por el Gobierno no permitió su salida de la provincia del Guayas hacia Manabí, sede de la Asamblea.
Alarcón se opuso firme y frontalmente a las restricciones a las importaciones, incremento de aranceles y a la fijación de sobretasas y cuotas a más de 600 partidas; medida implementada en el Gobierno de Rafael Correa.

## Colaboración público-privada
En 2020, a pedido del exalcalde de Guayaquil, Jaime Nebot se encargó de la coordinación del Comité de Emergencia del Coronavirus de Guayaquil - CEECG, un grupo público-privado creado con la única misión de mitigar los efectos de la pandemia de Covid-1 9 en Guayaquil, que alcanzó resultados muy favorables en un corto tiempo.   
Representó al sector privado en la Alianza Público Privada creada para llevar a cabo el Plan Nacional de Vacunación contra el Covid19, y estuvo a cargo de la logística del mismo.

## Premios y Reconocimientos

### Instituto Nacional de Salud Pública e Investigación Dr. Leopoldo Izquieta Pérez
Condecoración entregada en reconocimiento por su trabajo al liderar el Comité de Emergencia para el Coronavirus
Guayaquil, noviembre de 2020

### Cámara de Comercio de Guayaquil
Reconocimiento entregado por su liderazgo en el Comité de Emergencia por el Coronavirus
Guayaquil, septiembre de 2020.

### Gobierno de Finlandia
En septiembre de 2019, el Gobierno de Finlandia le otorgó la Condecoración “Suomen Leijonan Ritarikunnan Suurmestari” por los servicios prestados a su país. Esta condecoración fue entregada por el embajador Jukka Pietikäinen, en nombre del Presidente Sauli Niinistö.

### Asociación Iberoamericana de Cámaras de Comercio – Aico
Medalla de Honor “Al Mérito Empresarial” por su significativa contribución al progreso, estabilidad y dignificación de la empresa privada en Ecuador.

### Cámara de Comercio de Guayaquil
Máxima Condecoración Carlos Pérez Perasso,por su gestión como Presidente de la Cámara de Comercio de Guayaquil y su contribución al desarrollo del país. 
Guayaquil, junio de 2011

### Dr. Juan del Granado Cosio – alcalde
Huésped Ilustre
La Paz, febrero de 2009

### Honorable Junta Cívica de Guayaquil
Reconocimiento por su constante apoyo y colaboración con la Institución 
Guayaquil, febrero de 2009

### Cámara de Comercio de Quito
Condecoración “Manuel Jijon Larrea” Por su valentía e inteligencia en la lucha por la libertad y democracia
Quito, marzo de 2009

### Policía Nacional del Ecuador
Otorgada por su contribución a una ciudad más segura
2007

### Alcalde de Guayaquil – Jaime Nebot Saadi
Otorgado por su permanente apoyo y colaboración  con la  ciudad de Guayaquil
Guayaquil, octubre de 2007

### Muy Ilustre Municipalidad de Guayaquil
Otorgado por su permanente apoyo y colaboración con la ciudad de Guayaquil.
Guayaquil, mayo de 2003